# Вашингтон
Вашингто́н (также Ва́шингтон; англ. Washington, D.C.) — столица Соединённых Штатов Америки. Официальное название — округ Колумбия (англ. District of Columbia, сокращённо D.C., «Ди-Си»). Чтобы не путать город с одноимённым штатом на северо-западе страны, американцы в разговорной речи обычно называют город «Ди-Си» или «Вашингтон, Ди-Си».
Федеральный округ Колумбия является самостоятельной территорией, не входящей ни в один из штатов. Он был образован в 1790 году Актом о местопребывании и включал город Джорджтаун, а также город Александрию (до 1846 года). Город Вашингтон был основан в 1791 году и назван в честь Джорджа Вашингтона, первого президента США. В 1871 году города Вашингтон и Джорджтаун и округ Вашингтон были формально упразднены как самостоятельные административные единицы и объединены с округом Колумбия.
Город расположен на восточном берегу реки Потомак, которая является границей со штатом Виргиния на юго-западе. На севере и востоке округ Колумбия граничит со штатом Мэриленд. Постоянное население города составляет свыше 600 тысяч человек; из-за приезда жителей пригородной зоны во время рабочей недели оно увеличивается до одного миллиона. Население Вашингтонской агломерации, частью которой является город, составляет 5,4 миллиона человек; по этому показателю агломерация занимает восьмое место в стране.
В Вашингтоне находятся главные представительства всех трёх ветвей федеральной власти, включая резиденцию Президента США в Белом доме, а также множество памятников и музеев общенационального значения. В городе располагаются десятки посольств, штаб-квартиры Всемирного банка, Международного валютного фонда, Организации американских государств, Межамериканского банка развития, Панамериканской организации здравоохранения.
Вашингтоном управляет муниципальный совет из 13 человек во главе с мэром, однако Конгресс США имеет верховную власть над городом и может отменять законы, принятые советом. Поэтому жители города имеют меньше прав в самоуправлении, чем жители штатов. У округа есть не имеющий права голоса делегат в Палате представителей американского Конгресса, но нет своих представителей в Сенате. До ратификации двадцать третьей поправки к Конституции США в 1961 году жители округа также не имели права голоса на президентских выборах.
Девиз города: лат. Justitia Omnibus (англ. Justice for All, Правосудие для всех).

## Этимология
Город был основан в 1791 году и назван Вашингтоном в честь первого президента США Джорджа Вашингтона. Район, окружающий город, назвали территорией Колумбии в честь символа, олицетворяющего Соединённые Штаты. Для различия города с одноимённым штатом американцы в разговорной речи обычно называют город «Ди-Си» или «Вашингтон, Ди-Си».

## История

### Ранняя эпоха
Согласно данным археологии, около современной реки Анакостии, по меньшей мере, уже 4000 лет назад жили коренные американцы. Европейцы исследовали эту территорию с начала XVII века, одним из первых был капитан Джон Смит. На месте современного города Вашингтона располагалось несколько поселений и деревень.
Первыми колониальными землевладельцами на территории современного округа Колумбия были Джордж Томпсон и Томас Джерард. В 1662 году они получили в дар земли вокруг Капитолийского холма и ряд других территорий вниз к реке Потомак. Томпсон продал свои земли у Капитолийского холма в 1670 году Томасу Нотли; впоследствии они перешли к Дэниэлу Кэрроллу. В 1697 году власти Мэриленда построили форт, оттеснив коренных американцев на запад.
В 1751 году, когда законодательный орган Мэриленда выкупил шестьдесят акров земли у Джорджа Гордона и Джорджа Биелла за 280 фунтов, был основан Джорджтаун; примерно в это же время, в 1749 году, была основана Александрия. Джорджтаун был самым верхним по течению реки Потомак пунктом, до которого можно было подняться от океана на торговых судах. Джорджтаун превратился в процветающий порт благодаря торговле и транспортировке табака и других товаров из колониального Мэриленда.

### Планирование и строительство города в конце XVIII века
Начиная с созыва Первого Континентального конгресса и после провозглашения независимости Вторым Континентальным конгрессом столица нового государства располагалась в Филадельфии. В силу разных причин в течение нескольких первых лет существования США статус главного города государства периодически переходил к разным городам. Однако затем всякий раз он возвращался в Филадельфию. Последний временной промежуток, когда Филадельфия обладала статусом американской столицы, пришёлся на 1778—1783 годы. В июне 1783 года толпа разъярённых солдат собралась под стенами Индепенденс-холл и потребовала выплату жалования за службу в период войны за независимость. Делегаты Конгресса, в свою очередь, выдвинули требования губернатору Пенсильвании Джону Дикинсону, чтобы тот обеспечил безопасную работу национального парламента и собрал ополчение для его защиты. Однако Дикинсон отказался подавить протесты. Это событие получило название «Пенсильванский мятеж», в результате которого 21 июня Конгресс был вынужден «бежать» в Принстон, штат Нью-Джерси.
Отказ Дикинсона защитить национальное правительство стал предметом обсуждения на Филадельфийском конвенте в 1787 году, на котором была принята Конституция США. Раздел 8 статьи 1 даёт Конгрессу власть:

осуществлять во всех случаях исключительные законодательные полномочия в отношении округа (не больше квадрата со стороной десять миль), каковой, будучи уступлен отдельными штатами и принят Конгрессом, станет местом пребывания правительства Соединённых Штатов; осуществлять подобную власть в отношении всех земель, приобретённых с согласия законодательного собрания штата, в котором эти земли находятся, для возведения фортов, постройки складов, арсеналов, верфей и других потребных сооружений;— Конституция США, статья 1, раздел 8.
23 января 1788 года Джеймс Мэдисон в статье № 43 «Федералиста» также подчеркнул, что национальная столица должна быть независима от штатов для её обслуживания и безопасности. Конституция, однако, не определяет местоположение новой столицы. Штаты Мэрилэнд, Нью-Джерси, Нью-Йорк и Виргиния предлагали свои территории для нового города. Северные штаты предпочитали, чтобы столица находилась в каком-нибудь из их крупных городов, южные штаты, наоборот, хотели, чтобы новая столица располагалась на их территории. Позднее по соглашению 1790 года, подписанному Джеймсом Мэдисоном, Александром Гамильтоном и Томасом Джефферсоном, новая столица должна была располагаться на реке Потомак, на границе между Виргинией и Мэрилэндом. Гамильтон предложил, чтобы новое федеральное правительство взяло на себя долги, накопленные штатами во время войны за независимость. Однако к 1790 году «южане» в значительной степени возместили свои заграничные долги. Предложение Гамильтона требовало, чтобы южные штаты выплатили часть долга северных штатов, взамен этого новая столица будет построена на их территории. Джефферсон и Мэдисон поддержали это предложение и обеспечили расположение столицы в южных штатах.
Закон о местопребывании от 16 июля 1790 года предусматривал нахождение американской столицы в той области, которую выберет президент Вашингтон. Начальная форма федерального округа была квадратной со стороной 10 миль, и Вашингтон хотел включить в столицу Александрию. Конгресс в 1791 году исправил закон для включения Александрии в федеральный округ. В соответствии с этим же законом, президент Вашингтон назначил трёх специальных уполномоченных (Томаса Джонсона, Дэниэла Кэрролла и Дэвида Стюарта) в 1791 году, чтобы контролировать планирование, дизайн и приобретение собственности в федеральном округе и столице. 9 сентября 1791 года они согласились назвать город в честь Джорджа Вашингтона, а район назвали округом Колумбия в честь символа, олицетворяющего Соединённые Штаты. В 1791—1792 годах архитектор Эндрю Элликотт и его помощники обошли границу города и поставили 40 больших камней по периметру. Многие из этих камней стоят там до сих пор и являются сейчас национальными памятниками. Таким образом, новый город стали строить на северном берегу реки Потомак, восточнее Джорджтауна.
Конкурс по разработке генерального плана Вашингтона выиграл архитектор Пьер Ланфан, однако фактически его проект был тогда реализован лишь в начальной стадии. Лишь в начале XX века его планы были использованы при застройке центральной части города, включая Национальную аллею.
С 17 ноября 1800 года Конгресс США заседает в Вашингтоне.

### XIX век
Согласно Органическому закону об округе Колумбия 1801 года территории округа Колумбия, уступленные ранее штатами Виргиния и Мэриленд (округ Александрия и округ Вашингтон), более не считались частью указанных штатов, а жители округа Колумбия переставали быть резидентами этих штатов. Округ не был в полной мере организован как единое целое, поскольку организация предполагает создание местного правительства. Создание законодательного органа власти также не предусматривалось, законы Виргинии и Мэриленда продолжали действовать. Создавались отдельные мировые суды для каждого округа и единый окружной суд для округа Колумбия, решения которого, однако, шли раздельно по округам и приравнивались к решениям соответствующих судов штатов. Такая схема просуществовала до 1863 года, когда был создан Верховный суд округа Колумбия. Таким образом, округа Александрия и Вашингтон продолжили существовать отдельно как невключённые территории, то есть как административные единицы низшего уровня, существующие вне какого-либо штата или организованной территории и подчиняющиеся федеральным органам исполнительной власти. В связи с этим в американской историографии распространилось определение Unincorporated territory для округа Колумбия того периода, которое впоследствии вступило в своего рода противоречие с тем определением неинкорпорированных территорий, которое возникло в 1901 году после так называемых островных судебных разбирательств по отношению к территориям, не включённым в состав США, но находящимся под их управлением.
24—25 августа 1814 года в ходе англо-американской войны англичане под командованием адмирала Джорджа Коберна заняли и подожгли Вашингтон. Здания Капитолия, казначейства и Белый дом сгорели. Большинство правительственных зданий было восстановлено, но Капитолий, который в это время ещё возводился, был достроен в своём современном виде лишь в 1868 году.
В 1830—40-х годах в южном округе Александрия начался экономический спад. Его причиной стали действия местных аболиционистов, добивавшихся отмены рабства, в то время как работорговля была основой экономики округа. В 1840 году жители Александрии подали прошение в Конгресс, чтобы их земли включили обратно в состав штата Виргиния. 9 июля 1846 Конгресс удовлетворил эту просьбу.
По соглашению 1850 года работорговля (но не рабство) в городе запрещалась. К 1860 году негритянское население города приблизительно на 80 % состояло из свободных чернокожих жителей. Гражданская война в 1861 году привела к росту населения в основном из-за притока освобождённых рабов. В 1862 году президент Авраам Линкольн подписал акт, который окончательно утвердил отмену рабства в столице. Тем самым было освобождено приблизительно 3100 человек. К 1870 году население города увеличилось почти до 132 000 человек. Несмотря на рост города, улицы в Вашингтоне оставались не мощёны, и случалось, что после дождя из-за сильной грязи по ним невозможно было проехать. Состояние дорог было настолько плохим, что некоторые члены Конгресса предлагали в этой связи перенести столицу в другое место.
Согласно закону 1871 года Конгресс создал правительство для управления всей территорией округа, при этом объединив непосредственно сам город Вашингтон, Джорджтаун и округ Вашингтон в единый муниципалитет. Он получил официальное название округ Колумбия. Даже при том, что город Вашингтон с юридической точки зрения прекратил существование после 1871 года, имя продолжает использоваться для обозначения всего округа. По этому же закону Конгресс назначил комиссию по модернизации города. В 1873 году президент Грант назначил губернатором Александра Шепарда; в этом же году Шепард потратил 20 млн $ (в пересчёте на 2007 год эта сумма составила бы 357 млн $) на общественные работы. Вашингтон был модернизирован, но ценой разорения городского бюджета. В 1874 году Конгресс снял с должности Шепарда, и новые попытки обустройства города не предпринимались вплоть до 1901 года.

### XX век
Число жителей города оставалось относительно стабильным до Великой депрессии 1930-х годов, когда законодательство Нового курса президента Франклина Рузвельта увеличило число государственных служащих в Вашингтоне. Вторая мировая война активизировала деятельность правительства, дополнительно увеличив число служащих в столице; к 1950 году город достиг пика населения — 802 178 жителей. В 1961 году была принята двадцать третья поправка к Конституции США, которая предоставляла Вашингтону три голоса в коллегии выборщиков для выборов президента и вице-президента, но всё ещё не предоставляла возможности избирать конгрессменов.
4 апреля 1968 года в связи с убийством лидера движения борцов за гражданские права Мартина Лютера Кинга в городе вспыхнули беспорядки, преимущественно в афроамериканских кварталах и коммерческих районах. Беспорядки продолжались в течение трёх дней, пока их не удалось прекратить с помощью более чем 13 000 солдат из федеральных войск и национальной гвардии. Было сожжено много магазинов и других зданий, восстановление которых затянулось до конца 1990-х.
В 1973 году Конгресс принял закон о самоуправлении округа Колумбия, который предусматривал управление городом муниципальным советом во главе с избранным мэром. В 1975 году Уолтер Вашингтон стал первым избранным и одновременно первым чернокожим мэром столицы Соединённых Штатов. Однако в течение 1980-х и 1990-х годов городской совет был раскритикован за неумелое руководство и расходование бюджета. В 1995 году Конгресс создал Совет по финансовому контролю округа Колумбии для наблюдения за всеми муниципальными расходами. Город восстанавливал своё финансовое состояние до 2001 года, когда деятельность Совета по контролю была приостановлена.

### XXI век
11 сентября 2001 года в соседнем с Вашингтоном Арлингтоне произошёл террористический акт: самолёт рейса № 77 компании American Airlines врезался в левое наружное крыло Пентагона. Группа арабских террористов-смертников захватила гражданский самолёт и направила его в здание министерства обороны; в результате погибло 189 человек (включая пятерых террористов, 59 человек на борту самолёта и 125 человек, работающих в Пентагоне). После теракта началось строительство мемориала, посвящённого жертвам; он был открыт 11 сентября 2008 года в семилетнюю годовщину трагедии.
27 июня 2020 года Палата представителей США проголосовала за наделение Вашингтона статусом штата, «за» проголосовали 232 члена палаты, «против» 180. Президент США Дональд Трамп уже пообещал наложить вето на законопроект.

## География
Вашингтон находится на северо-востоке США, примерно в 53 километрах от берега Атлантического океана. Площадь города составляет 177 км², из них 159 км² приходится на сушу, а 18 км² — вода. Город на суше находится на территории штата Мэриленд, он окружён им повсюду, кроме юго-запада. Город стоит на трёх реках: Потомаке и его притоках Анакостии и Рок-Крике. Другой приток, Тайбер-Крик, который когда-то проходил через Национальную аллею, в 1870-х годах полностью был пущен под городом. Параллельно Потомаку в черте города проходит канал Вашингтона, впадающий в Анакостию.
В черте города расположены несколько островов. На Потомаке находятся остров Теодора Рузвельта, остров Колумбии, острова Трёх Сестёр и несколько других мелких островов. Крупнейший остров на Анакостии — остров Кингмена.
Вопреки городской легенде, Вашингтон не был построен на осушённом болоте. В то время как заболоченные места действительно покрывали области вдоль этих рек и других естественных водоёмов, большинство территории города состояло из сельскохозяйственных угодий и холмов. Самая высокая точка города — точка Рено, расположенная в парке форта Рено и находящаяся на высоте 125 метров над уровнем моря. Самая низкая точка — уровень реки Потомак.
Приблизительно 20 % площади Вашингтона составляют парковые насаждения. Американская служба национальных парков управляет большей частью природной среды в городе, включая такие парки как Национальная аллея, «Рок-Крик», парк на острове Теодора Рузвельта, «Сады Конституции» и другие. Единственной областью природной среды обитания, которой не управляет служба национальных парков, является Национальный дендрарий, которым управляет американское министерство сельского хозяйства.

### Вид города Вашингтона с монумента Вашингтону
- Вид на север. Белый дом
- Вид на восток. Капитолий
- Монумент Вашингтону
- Вид на юг. Монумент Джефферсону, Потомак и аэропорт
- Вид на запад. Монумент Линкольну, Потомак, Пентагон и Арлингтонское кладбище

### Климат
Вашингтон расположен в зоне влажного субтропического климата (Cfa) по классификации В. П. Кёппена или субтропического муссонного климата по классификации Б. П. Алисова. Его климат типичен для американских областей Центральной Атлантики, удалённых от крупных водоёмов. Весна и осень тёплые, в то время как зима прохладна, с ежегодным снегопадом, составляющим в среднем 37 см. Средняя зимняя температура составляет 3,3 °C с середины декабря до середины февраля. Снежные бури затрагивают Вашингтон, в среднем, раз в каждые четыре — шесть лет. Самые сильные штормы называют «нордистер», которые несут, как правило, сильный ветер, проливные дожди или периодический снег. Эти штормы часто затрагивают большие районы восточного побережья Америки.
Летом жарко и влажно, в июле средняя температура 27,2 °C и среднесуточная относительная влажность приблизительно 66 %. Совокупность высокой температуры и влажности летом приносит очень частые грозы, некоторые из них иногда приводят к возникновению торнадо.
Самая высокая зарегистрированная температура была 6 августа 1918 года и 20 июля 1930 года — +41 °C, в то время как самая низкая температура составила −26,1 °C — она была зарегистрирована 11 февраля 1899 года во время Большой снежной бури.
- Среднегодовая температура воздуха — 15,5 °C
- Средняя скорость ветра — 3,9 м/с
- Относительная влажность воздуха — 66 %

| Показатель                    | Янв. | Фев.  | Март  | Апр. | Май  | Июнь | Июль | Авг. | Сен. | Окт. | Нояб. | Дек. | Год   |
| ----------------------------- | ---- | ----- | ----- | ---- | ---- | ---- | ---- | ---- | ---- | ---- | ----- | ---- | ----- |
| Абсолютный максимум, °C       | 27,0 | 29,0  | 34,0  | 35,0 | 37,2 | 40,0 | 41,1 | 41,1 | 40,0 | 37,0 | 30,0  | 26,1 | 41,1  |
| Средний суточный максимум, °C | 7,0  | 9,0   | 13,6  | 20,2 | 24,6 | 30,0 | 32,2 | 31,3 | 27,5 | 20,6 | 14,4  | 9,2  | 20,0  |
| Средняя температура, °C       | 3,0  | 4,4   | 8,6   | 14,4 | 19,7 | 24,6 | 27,2 | 26,6 | 22,2 | 16,0 | 10,0  | 5,5  | 15,5  |
| Средний суточный минимум, °C  | −1,6 | −0,0  | 3,1   | 9,1  | 14,6 | 19,7 | 22,7 | 21,6 | 17,5 | 11,3 | 5,5   | 1,3  | 10,5  |
| Абсолютный минимум, °C        | −26  | −26,1 | −16,6 | −9,4 | 0,6  | 6,1  | 11,1 | 9,4  | 2,2  | −3,3 | −12,2 | −25  | −26,1 |
| Норма осадков, мм             | 73   | 67    | 90    | 82   | 101  | 108  | 111  | 86   | 100  | 93   | 74    | 88   | 1066  |
| Средняя влажность, %          | 62   | 60    | 59    | 58   | 64   | 66   | 67   | 69   | 70   | 67   | 65    | 64   | 64    |
| Источник: Погода и климат     |      |       |       |      |      |      |      |      |      |      |       |      |       |

## Органы власти

### Федеральные органы власти
В Вашингтоне находятся все органы федеральной власти США: резиденция президента США находится в Белом доме, Конгресс заседает в Капитолии, а Верховный суд — в здании Верховного суда. Также здесь находятся все органы исполнительной власти Федерального правительства США — исполнительные департаменты, кроме Министерства обороны США, которое располагается в Пентагоне в соседнем округе, и федеральные агентства США, подчиняющиеся непосредственно департаментам (исполнительная власть) или Конгрессу (законодательная власть).

Вашингтонцы, по сравнению с остальными американцами, лишены ряда политических прав: у них нет выборного представительства в Конгрессе. В Палате представителей от Вашингтона с 1991 года делегатом является Элеонор Холмс Нортон; у неё нет права голоса, но она может присутствовать в комитетах и принимать участие в дебатах. В Сенате представителей от города нет. Однако, в отличие от жителей других американских территорий, таких как Пуэрто-Рико или Гуам, у которых также есть не имеющие права голоса делегаты, граждане округа Колумбия платят все американские федеральные налоги. Опрос 2005 года показал, что 78 % американцев не знают, что у жителей округа Колумбии меньше представителей в Конгрессе, чем у любого из 50 штатов. Различные опросы, проводимые в США, показывают, что 61—82 % американцев полагают, что у Вашингтона должны быть сенаторы с правом голоса в Конгрессе. Однако, несмотря на такое общественное мнение, попытки предоставить Вашингтону право избирать сенаторов были неудачны. Так, предложенная в 1978 году поправка к конституции США, предоставлявшая жителям округа Колумбия право избирать двух сенаторов и не менее одного полноправного члена Палаты представителей Конгресса США, не была ратифицирована должным количеством штатов.

### Местное самоуправление
Согласно статье № 1 американской Конституции, Конгресс имеет высшую власть над Вашингтоном. У округа Колумбии не было избранного муниципального совета до принятия закона о самоуправлении в 1973 году. Этот закон передал некоторые полномочия Конгресса местному органу власти, которым управляет избранный мэром (в настоящее время это Мюриел Баузер) и городскому совету (Council of the District of Columbia), куда входят ещё 12 человек. Однако Конгресс оставляет за собой право отменять законы, принятые муниципальным советом, и может вмешиваться в управление города.
Совет формируется выбором одного человека от каждого из восьми районов, оставшиеся пять (включая мэра) выбираются от всего города в целом. Мэр и совет принимают местный бюджет, который утверждается Конгрессом. Также федеральное правительство управляет системой судов в Вашингтоне.
Местный орган власти, особенно во время пребывания в должности Мэриона Барри, часто критиковали за неумелое руководство и растраты. Барри был избран мэром в 1978 году и впоследствии дважды переизбирался на четырёхлетний срок, проведя, таким образом, во главе города 12 лет. В 1989 году газета The Washington Monthly назвала правительство Барри «худшим муниципальным правительством Америки». В 1991 году на пост мэра была избрана Шарон Пратт Келли; она стала первой темнокожей женщиной, во главе американской столицы.
Барри был вновь избран в 1994 году, и к следующему же году город стал почти неплатёжеспособным. В 1998 году на выборах победил Энтони Уильямс; во время его работы на должности мэра началось процветание Вашингтона, бюджет города перестал быть дефицитным. В 2006 году должность занял Эдриан Фенти, он находился у руля управления столицей четыре года и в августе 2010 года проиграл на выборах Винсенту Грэю.
Генеральный прокурор округа Колумбия избирается на четырёхлетний срок. В 2022 году им избран Брайан Швалб.

### Официальные символы
Флаг Вашингтона представляет собой две красных полосы и три красных пятиконечных звезды на белом фоне. Он был утверждён в 1938 году; до этого времени у города не было официального флага, а вместо него использовались другие неофициальные символы. В 2004 году Североамериканская вексиллологическая ассоциация провела среди своих членов голосование о лучшем флаге среди 150 городов США. Флаг Вашингтона занял первое место.
Вторым официальным символом города является печать. Она была принята в 1871 году. На печати изображён Джордж Вашингтон и богиня Фемида; на заднем плане изображена река Потомак, Капитолий и виадук, на котором стоит старинный паровоз. Внизу печати написан девиз города.

### Получение округом Колумбия статуса штата
Билль HR51, принятый в 2020—2021 годах Палатой представителей США (но всё ещё не одобренный Сенатом США), имеет следующие положения:
- Существующая территория округа Колумбия принимается в США как 51-й штат «Вашингтон, Содружество Дуглас»;
- Белый дом, Капитолий, здание Верховного суда, основные федеральные здания и федеральные памятники образуют отдельный округ — столицу США;
- Содружество Дуглас изберёт двух сенаторов и, первоначально, одного члена Палаты представителей;
- Количество членов Палаты представителей будет увеличено до 436, а Сената — до 102;
- Билль о делегатах округа Колумбия отменяется;
- Запускается ускоренный процесс внесения и ратификации новой конституционной поправки, отменяющей 23-ю поправку, формулировка которой предусматривает, что «округ, являющийся резиденцией правительства Соединённых Штатов, имеет право на число выборщиков президента и вице-президента, равное общему числу сенаторов и представителей в Конгрессе, на которое округ имел бы право, если бы он был штатом».
- Нынешние местные органы власти (мэр и городской совет) реорганизуются в губернатора и законодательный совет.

В апреле 2021 года администрация президента США Джо Байдена поддержала наделение округа Колумбия статусом штата.

## Население
| 1800     | 1810     | 1820     | 1830     | 1840     | 1850     | 1860     | 1870     | 1880     | 1890     | 1900     | 1908     |
| -------- | -------- | -------- | -------- | -------- | -------- | -------- | -------- | -------- | -------- | -------- | -------- |
| 8144     | ↗15 471  | ↗23 336  | ↗30 261  | ↗33 745  | ↗51 687  | ↗75 080  | ↗131 700 | ↗177 624 | ↗230 392 | ↗278 718 | ↗321 000 |
| 1910     | 1918     | 1920     | 1930     | 1940     | 1950     | 1960     | 1970     | 1980     | 1990     | 2000     | 2010     |
| ↗331 069 | ↗418 000 | ↗437 571 | ↗486 869 | ↗663 091 | ↗802 178 | ↘763 956 | ↘756 510 | ↘638 333 | ↘606 900 | ↘572 059 | ↗601 723 |
| 2010     | 2011     | 2012     | 2013     | 2014     | 2015     | 2019     | 2020     |          |          |          |          |
| ↗605 125 | ↗619 624 | ↗633 427 | ↗646 449 | ↗658 893 | ↗672 228 | ↗705 749 | ↘689 545 |          |          |          |          |

Население города всегда было немногочисленным по сравнению с другими американскими мегаполисами. В 1860 году, непосредственно перед Гражданской войной, в Вашингтоне проживало приблизительно 75 000 жителей, намного меньше, чем в других городах, таких как Нью-Йорк или Филадельфия. После Гражданской войны население города увеличилось на 75 % и оставалось относительно стабильным до Великой депрессии 1930-х годов. Во время Второй мировой войны население города также увеличилось за счёт государственных служащих, занятых в федеральных органах. К 1950-му году население Вашингтона достигло своего максимума в 802 178 жителей. Однако вскоре после этого город начал терять жителей из-за переезда в пригороды, поскольку расширенная сеть дорог сделала доступным жильё вне города. Также общественные беспорядки, произошедшие в 1960-х годах, и увеличение преступлений привели к тому, что город к 1980 году потерял четверть своего населения. Население города продолжало уменьшаться до 1990-х годов, однако с 2000 года впервые наметился прирост жителей, а по итогам переписи 2010 года за десять лет прирост жителей составил 5,2 %.
В Вашингтоне, с момента его основания и по настоящий день, всегда проживало довольно большое количество афроамериканцев: после войны за независимость рабы с Верхнего Юга начали перебираться в город. Свободное чёрное население в регионе поднялось приблизительно с 1 % перед войной к 10 % к 1810 году. В период между 1800 и 1940 годами афроамериканцы составляли около 30 % всего населения.
Количество афроамериканцев в Вашингтоне достигло пика к 1970 году, с тех пор, однако, чёрное население города уменьшается из-за оттока в пригороды. В то же время белое население города увеличивается.
Перепись 2000 года показала, что около 33 000 жителей Вашингтона являются гомосексуальными или бисексуальными людьми, это составляет приблизительно 8,1 % взрослого населения города. Опрос 2012 года выявил увеличение этой демографической группы до 10 %. Такое количество людей можно объяснить либеральным политическим настроем Вашингтона, в котором законопроект об однополых браках был подписан мэром в декабре 2009 года.
По переписи 2010 года население Вашингтона составляет 601 657 жителей. За последнее десятилетие наблюдается прирост населения: по переписи 2000 года количество жителей равнялось 572 059. Во время рабочей недели число жителей увеличивается до более миллиона человек из-за притока людей из окрестностей Вашингтона. Вашингтонская агломерация с прилежащими округами в Мэрилэнде и Виргинии является восьмой по количеству населения агломерацией с более чем 5 миллионами жителей. Если брать в расчёт ещё и агломерацию с Балтимором, то количество жителей составляет восемь миллионов, что ставит территорию на четвёртое место в стране.
Перепись 2007 года также показала, что приблизительно треть жителей столицы функционально неграмотны. Частично это связано с иммигрантами (приблизительно 74 000), которые плохо знают английский язык. 85,16 % населения Вашингтона говорит на английском языке, 8,78 % — на испанском и 1,35 % — на французском. Несмотря на высокий показатель функциональной безграмотности, почти у 46 % жителей есть, как минимум, степень бакалавра, полученная после четырёхлетнего обучения в колледже.
Согласно переписи населения, проводимой Бюро переписи США, в 2010 году в городе проживали 50,7 % афроамериканцев, 38,5 % белых, 3,5 % азиатов и 0,3 % коренных американцев. Представители других рас составили 4,1 %, а представители смешанных — 2,9 %. Выходцы из Латинской Америки составили 9,1 %.

### Религия
Большинство жителей города являются христианами: 41 % — протестанты, 20 % — католики, 1 % — православные христиане и 6 % составляют представители других христианских верований. Исламское население города составляет 2 %, приверженцы иудаизма составляют 5 % от всего населения. 25 % всех горожан придерживаются других религий или вообще не практикуют никакую религию.
В Вашингтоне находится главный собор англиканской Епископальной церкви США, являющийся шестым по величине кафедральным собором в мире. Находится на пересечении Массачусетс-авеню и Висконсин-авеню. Кафедральным собором католической архиепархии Вашингтона является Кафедральный собор святого апостола Матфея, находящийся между Коннектикут-авеню и 17-й улицей. Также в городе находится самая большая католическая церковь в Соединённых Штатах — Базилика Непорочного зачатия Пресвятой Девы Марии.

### Преступность
В начале 1990-х годов Вашингтон считался «столицей преступности» по числу убийств, наряду с Новым Орлеаном. В 1991 году было зарегистрировано 479 убийств, но к концу 90-х годов уровень насилия уменьшился. В 2009 году было зарегистрировано 143 убийства, самый низкий уровень с 1966 года. В целом количество тяжких преступлений с 1995 по 2007 год уменьшилось почти на 47 %.
Как и в других больших городах, в Вашингтоне остро стоит проблема с организованной преступностью и наркотиками. В более богатых районах на северо-западе уровень подобных преступлений ниже, чем в более бедных восточных районах. Эксперты отмечают, что изменения демографии города привели к уменьшению уровня преступности, однако на восток от города в округе Принс-Джорджес, в Мэриленде, частота насилия увеличилась.
Следит за безопасностью в городе Центральный полицейский департамент округа Колумбии, в котором работают 4000 сотрудников.
В 1975 году в Вашингтоне был принят закон о контроле за огнестрельным оружием, который не позволял иметь жителям пистолеты, кроме зарегистрированных до 5 февраля 1977 года. Однако этот закон был отменён в марте 2007 года Апелляционным судом США по округу Колумбия в ходе заседания «Округ Колумбия против Хеллера». В июне 2008 года Верховный суд США поддержал Апелляционный суд. Оба суда считали, что решение о запрете оружия противоречит Второй поправке к Конституции США. Однако решение суда не означало полную отмену контроля за оружием; законы, требующие регистрации оружия, остаются в действии.
22 июля 2006 года в городе был введён комендантский час для детей и подростков младше 17 лет: им запретили появляться на улицах после 22:00. Как подчеркнул мэр города:

Город гораздо безопаснее, чем 10 лет назад, но мы можем сделать ещё больше.— Энтони Уильямс.

## Экономика
Экономика Вашингтона определяется, в первую очередь, занятостью в сфере государственного управления, а также предоставлением услуг. Высокий процент населения работает в сфере управления, то есть является федеральными служащими; процент их год от года меняется — это связано с тем, что правительство то сокращает, то увеличивает число рабочих мест. В январе 2007 года количество федеральных служащих составляло только 14 % от всего населения; в 2008 году федеральное правительство подняло этот показатель до 27 %, выделив дополнительные места. Валовый внутренний продукт города в 2008 году составил 97,2 млрд долларов; по этому показателю округ находится на 35 месте из 50 американских штатов.
У многих организаций, фирм, независимых подрядчиков, некоммерческих организаций, профсоюзов, торговых групп есть свои штаб-квартиры в Вашингтоне или в его окрестностях, чтобы быть «ближе» к федеральному правительству, лоббируя при этом свои интересы.
На январь 2010 года в вашингтонской агломерации уровень безработицы составлял 6,9 %; это второй результат среди всех 49 наибольших американских агломераций. Непосредственно у самого Вашингтона в это же время уровень безработицы равнялся 12 %.
В городе есть отрасли промышленности, непосредственно не связанные с федеральным управлением; это касается, в первую очередь, образования, финансов, государственной политики и научных исследований. Две из пятисот самых крупных мировых компаний по уровню дохода (по версии журнала Fortune) находятся в Вашингтоне: это Почтовая служба США (92 место с оборотом 68 млрд долларов) и ипотечное агентство «Fannie Mae» (270 место с оборотом 29 млрд долларов). Промышленных предприятий в городе немного; эта сфера представлена в производстве товаров для потребления, а также типографской промышленностью — здесь находятся большое количество публикующих и печатных компаний, а также правительственных типографий. Хорошо развит гостиничный бизнес: в городе насчитывается 130 гостиниц.
Согласно обзору двухсот глобальных строительных компаний, Вашингтон в 2009 году стал лидером по иностранным инвестициям в недвижимость, обогнав при этом Лондон и Нью-Йорк. Журнал Expansion в 2006 году оценил город как лучший среди десятка областей в стране с точки зрения наиболее благоприятной деловой обстановки и экономического роста. Вашингтон является третьим в списке городов Америки, после Нью-Йорка и Чикаго, по количеству офисов коммерческих компаний в городе. В 2008 году, несмотря на национальный экономический кризис и спад цен на жильё, город занял второе место в списке долгосрочных рынков недвижимости в Америке, публикуемом журналом Forbes.
В 2006 году доход на душу населения в Вашингтоне составил 55 755$; это выше, чем в любом другом штате. Однако 19 % жителей города живут ниже прожиточного минимума (по оценке 2005 года); по этому показателю Вашингтон находится на вершине списка, уступая только штату Миссисипи.

## Транспорт
В Вашингтоне с его пригородами в Мэриленде и Виргинии функционирует метрополитен. Он открылся 27 марта 1976 года и в настоящее время насчитывает 91 станцию, с общей длиной линий 188 км. Вашингтонское метро — второе после метро Нью-Йорка по загруженности в Соединённых Штатах — максимальный пассажиропоток в 2014 году достигал 818 тысяч человек.
В городе есть развитая автобусная система, обслуживающая также и пригороды, и всю вашингтонскую агломерацию. Автобусная система и система метро обслуживаются по картам системы SmarTrip.
Отличительной чертой инфраструктуры общественного транспорта города является созданная в 2008 году SmartBike DC, первая система совместного использования велосипедов в Соединённых Штатах. Любой желающий за плату может на специально оборудованных станциях арендовать велосипед для проезда или прогулки по городу. Арендовать можно на сутки, пять дней, месяц или год. Впоследствии сеть SmartBike DC была закрыта, но в сентябре 2010 года Вашингтон и соседний округ Арлингтон в Виргинии запустили новую велосипедную систему Capital Bikeshare. Позднее в сеть вошли округ Монтгомери в Мэриленде и город Александрия. В настоящее время сеть с 3000 велосипедами и 350 станциями является крупнейшей в стране.
Самой оживлённой железнодорожной станцией Вашингтона является «Союзная», по количеству пассажиров она уступает только станции «Пенсильванский вокзал» в Нью-Йорке. На станции также сходятся пути красной линии метро и пригородных поездов из Виргинии и Мэрилэнда.
Город обслуживают три аэропорта: один в Мэрилэнде и два в Виргинии. Национальный аэропорт имени Рональда Рейгана (DCA) от Вашингтона отделён рекой Потомак и находится в округе Арлингтон; он является единственным аэропортом, где есть станция метро. Учитывая непосредственную близость аэропорта к городу и, в особенности, к зданиям федеральных правительств, в нём соблюдаются особые меры безопасности и действуют ограничения уровня шума. Аэропорт Рейгана не имеет международной таможни и поэтому используется только для внутренних перевозок по стране.
Главный международный аэропорт Вашингтона — международный аэропорт имени Даллеса (IAD), находящийся в 42 километрах к западу от города в округах Фэрфакс и Лаудон в Виргинии; его общая площадь составляет 74 кв. км. Этот аэропорт является лидером среди всех аэропортов Вашингтона по количеству пассажиров — в 2007 году его услугами воспользовались 24,7 миллиона людей.
Международный аэропорт Балтимор/Вашингтон имени Таргуда Маршалла (BWI), находящийся между Балтимором и Вашингтоном в округе Энн-Эрандел, также обслуживает международные рейсы. В 2010 году аэропорт был признан лучшим гражданским аэропортом мира в классе обслуживания от 15 до 25 млн пассажиров в год по версии Международного Совета аэропортов.

## Архитектура и городские постройки
Вашингтон — плановый город. Основным создателем архитектурного облика города стал Пьер Ланфан, архитектор французского происхождения, инженер и градостроитель. В 1791 году президент Джордж Вашингтон уполномочил Ланфана создать план застройки новой столицы. Здания предполагалось строить в барочном стиле, проспекты должны были исходить радиально от прямоугольных кварталов, чтобы обеспечить места для открытого пространства и озеленения. План архитектора также предполагал большой озеленённый проспект длиной приблизительно в одну милю (1,6 км) и шириной около 400 футов (120 метров); эта улица — Национальная аллея.
В марте 1792 года Вашингтон уволил Ланфана из-за его настойчивого микроуправления планированием города, что привело к конфликту с тремя менеджерами, назначенными городом. Планы пришлось заканчивать Эндрю Элликотту. Хотя Элликотт и изменил некоторые оригинальные идеи Ланфана, создание нынешнего архитектурного облика американской столицы приписывают последнему. Таким образом, город по плану должен был ограничиваться нынешней Флорида-авеню на севере, рекой Рок-Грик на западе и рекой Анакостия на востоке.
В начале XX века вместо претворения в жизнь видения Ланфана столицы с парками и национальными памятниками в городе стали беспорядочно расти здания и трущобы, появилась даже железнодорожная станция на Национальной аллее. В 1900 году Конгресс сформировал комитет, возглавляемый Джеймсом Макмилланом, его план реорганизации города вступил в действие уже в 1901 году. По плану должно было произойти переозеленение территории Капитолия и Национальной аллеи, строительство новых федеральных зданий и памятников, ликвидация трущоб и появление новой, охватившей весь город, системы парков. Архитекторы, работающие над реализацией этого плана, старались придерживаться дизайна Ланфана.
После строительства двенадцатиэтажного жилого дома «Каир» в 1894 году, Конгресс принял закон о высоте зданий, который ограничил высотные застройки в городе. Закон был изменён в 1910 году: высота застройки должна быть не выше ширины соседней улицы плюс 20 футов (6,1 м). Несмотря на широко распространённое мнение, никакой конкретный закон никогда не ограничивал здания высотой Капитолия или монумента Вашингтону. Из-за закона о высоте зданий в городе нет небоскрёбов, однако за границей округа (через реку Потомак в Виргинии) много высоких зданий.
Округ Колумбия разделён на четыре неравных сектора: северо-запад (NW), северо-восток (NE), юго-восток (SE) и юго-запад (SW). Линии пересечения этих секторов сходятся на Капитолии. Все дорожные знаки в городе включают в записи сокращение сектора, чтобы указать на местоположение объекта. В большей части города улицы пересечены проспектами (авеню). Авеню, как правило, носят название того или иного штата страны. Некоторые вашингтонские улицы особенно примечательны, например, Пенсильвания-авеню, соединяющая Белый дом с Капитолием, а на Массачусетс-авеню расположены 59 посольств, из-за этого улицу иногда шутливо называют «Посольский ряд».

### Архитектурные стили
Архитектура Вашингтона очень разнообразна. В городе находятся сразу шесть объектов из первой десятки списка лучших архитектурных сооружений США по версии Американского института архитектуры: Белый дом, вашингтонский кафедральный собор, мемориал Джефферсону, Капитолий, мемориал Линкольну и мемориал ветеранов Вьетнама. Этим объектам, как и многим другим в городе, свойственен различный архитектурный стиль: георгианский, неоготический, неоклассический, неогреческий, стиль современной архитектуры.
Архитектурные стили зданий вне центра Вашингтона ещё более разнообразны. Исторические памятники выполнены в викторианской архитектуре, в стиле бозар, в георгианском стиле. Одна из самых старых архитектурных областей находится в Джорджтауне, самом старом районе города. «Старый каменный дом», находящийся в Джорджтауне, был построен в 1765 году и является самым старым зданием города. Однако большинство домов по соседству с ним были построены только в 1870-х годах и отражают викторианскую эпоху. Основанный в 1789 году Джорджтаунский университет построен в романском и неоготическом стилях.
Самое высокое сооружение города — монумент Вашингтону, самое большое по площади — торговый центр Рональда Рейгана, общая площадь которого приблизительно 288 000 квадратных метров.

## Культура

### Исторические памятники и музеи
Центром города и местом нахождения многих исторических памятников является Национальная аллея — открытая парковая зона длиной в одну милю. В центре её расположен монумент Вашингтону, от него в четырёх сторонах располагаются мемориалы Линкольна и Джефферсона, а также Белый дом и Капитолий. Между этими объектами располагаются и другие памятники города: национальный мемориал Второй мировой войны, мемориал ветеранов Корейской войны и мемориал ветеранов Вьетнама. Здесь же расположены здания Национального архива США, в которых хранятся тысячи документов, наиболее важных для американской истории, таких как Декларация независимости, Конституция и Билль о правах.
Непосредственно на юг от аллеи расположены мемориал Джорджа Мэсона, военный мемориал округа Колумбии, а также мемориал Франклина Рузвельта и мемориал Джефферсону, которые находятся на берегу искусственного озера, рядом с каналом Вашингтона.
На Национальной аллее находятся музеи Смитсоновского института — научно-исследовательского и образовательного института, учреждённого Конгрессом в 1846 году (в его структуру входят большинство национальных музеев и галерей Вашингтона):
- Национальный музей американской истории,
- Национальный музей естественной истории,
- Национальный музей американских индейцев,
- Национальный музей авиации и космонавтики,
- Музей Хиршхорн и сад скульптур,
- здание искусства и промышленности[англ.],
- Национальный музей африканского искусства.

Непосредственно само здание Смитсоновского института также находится на Национальной аллее.
Рядом с китайским кварталом расположены другие музеи института: Смитсоновский музей американского искусства и Национальная портретная галерея (США). Также в состав Смитсоновского института входят Национальный почтовый музей и Национальный зоопарк, расположенный в парке «Вудли».
На Национальной аллее недалеко от Капитолия также расположена Национальная галерея искусства, она не является частью Смитсоновского института и полностью принадлежит американскому правительству. Вход в галерею, как и в большинство музеев и галерей, бесплатный. В галерее собрана одна из лучших коллекций искусства в мире. В экспозициях, располагающихся в двух зданиях, представлены произведения искусства европейских и американских мастеров: картины, скульптуры, рисунки, фотографии, графика, предметы декоративно-прикладного искусства.
Также в городе существует много частных музеев, таких как Национальный музей женского искусства, галерея «Коркоран», являющаяся самым крупным частным музеем Вашингтона. К наиболее интересным музеям ещё стоит отнести музей журналистики и новостей, Международный музей шпионажа, музей Национального географического сообщества и мемориальный музей Холокоста.
За Капитолием на Индепенденс-авеню находятся здания Библиотеки Конгресса США — одной из крупнейших библиотек мира. Библиотека, основанная для нужд Конгресса в 1800 году, уже в 1870 году стала местом хранения обязательного экземпляра любого публичного издания, вышедшего в США. Всего в библиотеке находится больше 37 миллионов книг, а общий фонд библиотеки насчитывает свыше 160 млн единиц хранения.

### Прикладное искусство, музыка, театры
В Вашингтоне находится Центр исполнительских искусств имени Джона Кеннеди, в нём выступает Национальный симфонический оркестр США, а также проходят выступления Вашингтонской национальной оперы и Вашингтонского балета. Каждый год вручается премия Центра Кеннеди в прикладных видах искусства, которая отмечает заслуги людей, внёсших значительный вклад в дело развития культурной жизни Соединённых Штатов. Президент США и первая леди обычно присутствуют на церемонии, поскольку Первая леди является почётным председателем совета попечителей Центра Кеннеди.
В Национальном театре, театре Уорнера и Зале Конституции проходят выступления исполнителей самых различных жанров. Театр Форда, в котором был убит американский президент Авраам Линкольн в 1865 году, продолжает действовать и как театр, и как музей.
В городе в местных театрах ставят спектакли по произведениям как классиков, так и современных авторов. Среди них театры «Арена Стейдж», «Студия Театр», театры Шекспировской театральной компании.
Вашингтон является важным центром музыкальной инди-культуры в Соединённых Штатах. Лейбл Dischord Records, основанный Яном Маккеем, был одним из значимых независимых лейблов в панк-культуре 1980-х годов и инди-рока в 1990-х. Также есть независимые лейблы TeenBeat Records и ESL Music.

### Исторические и культурные события
За всю историю существования американской столицы в городе проводилось несколько десятков так называемых «маршей протеста» — крупных шествий, митингов и демонстраций. Это объясняется тем, что Вашингтон как столица США является её важнейшим политическим центром, и такие шествия направлены, в первую очередь, на решение политических проблем в обществе. Обычно марши протеста собирают огромное количество людей и являются большой политической движущей силой. Одной из важнейших демонстраций стал «Марш на Вашингтон за труд и свободу», который произошёл 28 августа 1963 года. Перед собравшейся толпой в 300 000 человек лидер движения за гражданские права чернокожих Мартин Лютер Кинг произнёс свою знаменитую речь «У меня есть мечта». После этого события правительство было вынуждено принять ряд законов, признающих равные с белым населением права цветных. Некоторые демонстрации проводятся каждый год: после первого «Марша за жизнь», прошедшего 22 января 1974 года, они стали ежегодными. С 2003 года «Марши за жизнь» собирают каждый год около 250 000 человек.
Раз в четыре года 20 января вашингтонцы и гости города наблюдают и другое важное политическое и культурное событие города — инаугурацию президента США. С 1981 года церемония проходит возле западного входа в Капитолий; на ступенях самого здания и в непосредственной близости от него располагаются важные гости, а все остальные люди располагаются на Национальной аллее и на прилегающих к ней улицах. Вход на мероприятие свободный, любой желающий может его посетить. Президент торжественно произносит клятву, а также выступает с инаугурационной речью. Церемония вступления в должность президента собирает огромное количество людей, на инаугурации 44-го президента США Барака Обамы 20 января 2009 года присутствовало, по разным данным, от 800 тысяч до 1,8 миллиона человек. Заканчивается церемония парадом, проходящим от Капитолия по Пенсильвания-авеню до Белого дома.
В городе на протяжении года также проходят несколько фестивалей. Весной (обычно в марте или начале апреля) проходит Национальный фестиваль сакуры; он проводится в честь подарка деревьев сакуры, которые мэр Токио преподнёс в подарок вашингтонцам в 1912 году. Деревья были посажены вдоль искусственного бассейна, примыкающего к каналу Вашингтона. Фестиваль проводится с 1935 года, а с 1994 года обычно проходит две недели. За это время в Вашингтоне открываются художественные выставки, демонстрируются японские национальные традиции; в выходные празднования заканчиваются фейерверками. В первые выходные фестиваля сакуры обычно проходит Смитсоновский фестиваль воздушных змеев. Его участники обычно располагаются на Национальной аллее, а тематика праздника год от года меняется.
Широко отмечаются в городе и национальные праздники США. На День памяти, в последний понедельник мая, на западной лужайке Капитолия выступает Национальный симфонический оркестр США. На День независимости США (4 июля) празднования проходят по всему городу, а завершается всё фейерверком на Национальной аллее.

## Средства массовой информации
В городе выпускается одна из самых известных в Соединённых Штатах газет — The Washington Post. Она была основана в 1877 году и является самой старой газетой Вашингтона. С сентября 2008 года газета занимает шестое место по количеству читателей в стране. USA Today, которая является самой читаемой ежедневной газетой, выпускается в соседнем Маклине, штат Виргиния.
Также в городе выходят газеты Express, The Washington Times, The Washington Examiner, Washington City Paper и еженедельник Washington Business Journal, который популярен не только в городе, но и в его окрестностях. Издания The Hill, Politico и Roll Call печатают материалы о Конгрессе и федеральном правительстве. В Вашингтоне также базируется издательство журнала National Geographic, политического журнала The New Republic и The Washington Monthly.

## Образование
В Вашингтоне находятся 129 публичных школ и учебных центров, в 2009—2010 годах в них училось около 45 000 человек. Однако с 1999 года количество учеников постоянно уменьшается. Из-за проблем с публичными школами с 2001 года в городе постоянно растёт количество чартерных школ; в настоящее время их 52, и в них учится около 28 000 человек. Также 18 000 человек (по состоянию на 2006 год) обучалось в 83 частных школах города.
Высшее образование в городе предоставляют публичные и частные университеты и колледжи. Колледжи, как и университеты, предлагают четырёхлетнюю программу обучения. Некоторые из них существуют отдельно, некоторые входят в состав университетов (в Университете Джорджа Вашингтона, например, таких колледжей насчитывается 12). Старейший университет города — Джорджтаунский университет, основанный в 1789 году; он же является старейшим католическим университетом в Соединённых Штатах.
Частные университеты:
- Американский университет,
- Католический университет Америки (CUA),
- Галлаудетский университет,
- Университет Джорджа Вашингтона (GW),
- Джорджтаунский университет (GU),
- Говардский университет,
- Школа передовых международных исследований Пауля Нитца[англ.] (часть университета Джонса Хопкинса),
- Юго-восточный университет,
- Университет Страйера.

Единственным публичным университетом является Университет округа Колумбии (UDC).
По академическому рейтингу университетов мира за 2010 год два университета входят в первую сотню — это Университет Джорджа Вашингтона, занимающий 16 позицию, и Университет Джонса Хопкинса, занимающий 18 позицию. Эти же два учебных заведения вошли в первую сотню рейтинга лучших университетов мира по версии журнала The Times в 2009 году, заняв 13 место (Университет Джонса Хопкинса) и 80 (Университет Джорджа Вашингтона).

## Здравоохранение и медицина
В городе находится 16 больниц и медицинских центров. Рядом, в Мэриленде, расположены Национальные институты здравоохранения, в эту структуру входят 27 медицинских центров. Непосредственно в самом городе крупнейшим является Вашингтонский больничный центр, находящийся на северо-западе города и занимающий почти 200 000 м². Рядом с ним находятся Национальный реабилитационный госпиталь и Детский национальный медицинский центр. Кроме того, многие университеты Вашингтона имеют свои медицинские школы и связанные с ними клиники. Национальный военно-медицинский центр имени Уолтера Рида, находящийся на севере города, принимает действующих и ушедших в отставку военных, а также заботится об их иждивенцах.
Согласно отчёту 2009 года, у 3 % населения города зарегистрирован ВИЧ или СПИД; центры по контролю и профилактике заболеваний США характеризуют это в качестве «общей и серьёзной эпидемии». Городские власти утверждают, что уровень заболевания ВИЧ-инфекцией в Вашингтоне выше, чем в некоторых странах Западной Африки.

## Спорт
В настоящее время Вашингтон является одним из восьми американских городов, в которых есть спортивные команды из пяти главных мужских профессиональных спортивных лиг: по американскому футболу (Национальная футбольная лига), баскетболу (Национальная баскетбольная ассоциация), бейсболу (Главная лига бейсбола), хоккею с шайбой (Национальная хоккейная лига), а также футболу (Высшая футбольная лига). До того, как в городе в 1995 году появилась футбольная команда, Вашингтон был одним из тринадцати городов, в которых существовали команды, играющие в четырёх главных мужских спортивных лигах Америки.
| Клуб                   | Вид спорта          | Лига                                  | Стадион             | Год основания |
| ---------------------- | ------------------- | ------------------------------------- | ------------------- | ------------- |
| «Вашингтон Коммандерс» | американский футбол | Национальная футбольная лига          | «Федэкс-филд»       | 1932          |
| «Вашингтон Уизардс»    | баскетбол           | Национальная баскетбольная ассоциация | «Кэпитал Уан-арена» | 1961          |
| «Вашингтон Нэшионалс»  | бейсбол             | Главная лига бейсбола                 | «Национальный парк» | 1969          |
| «Вашингтон Кэпиталз»   | хоккей              | Национальная хоккейная лига           | «Кэпитал Уан-арена» | 1974          |
| «Ди Си Юнайтед»        | футбол              | Главная лига футбола                  | «Ауди Филд»         | 1995          |

Вашингтонские команды совместно выиграли двенадцать чемпионатов пяти американских лиг (НФЛ, МЛС, НХЛ, НБА и МЛБ): «Вашингтон Редскинз» выиграл пять чемпионатов, «Ди Си Юнайтед» победил в четырёх , а «Вашингтон Кэпиталз», «Вашингтон Уизардс» и «Вашингтон Нэшионалс» выиграли по одному чемпионату.
В городе выступают также две женские спортивные профессиональных команды: «Вашингтон Мистикс» из Женской национальной баскетбольной ассоциации проводит свои игры в «Капитал Уан-арене», а «Вашингтон Фридом» из Женской профессиональной лиги футбола играла на стадионе Кеннеди. Другие профессиональные и полупрофессиональные команды Вашингтона («Вашингтон Каслс», «Вашингтон Ди-Си Слэйерс» и другие) играют в различных по уровню американских лигах.
Исторически первыми командами в городе были бейсбольные команды «Потомакский клуб» и «Вашингтон Нэшионалс», которые были образованы в 1859 году. В 1871 году «Вашингтон Нэшионалс» стали клубом первой профессиональной бейсбольной лиги — Национальной ассоциации, но через четыре года команда прекратила существование, как и сама лига. На протяжении многих лет, начиная с XIX века, главная бейсбольная команда города меняла названия и выступала в различных лигах:
- 1859—1875, включая 1871—1875 года — «Вашингтон Нэшионалс» (Национальной ассоциации[англ.]),
- 1884 год — «Вашингтон Нэшионалс» (Американская ассоциация[англ.]),
- 1884 год — «Вашингтон Нэшионалс» (Объединённая ассоциация[англ.]),
- 1886—1889 год — «Вашингтон Нэшионалс» (Национальная лига),
- 1891—1899 год — «Вашингтон Сенаторс» (Американская ассоциация[англ.] и Национальная лига),
- 1901—1960 год — «Вашингтон Нэшионалс»/«Вашингтон Сенаторс» (Главная лига бейсбола),
- 1961—1971 год — «Вашингтон Сенаторз» (Главная лига бейсбола),
- 1969 — по настоящее время — «Вашингтон Нэшионалс» (Главная лига бейсбола).

Первой командой по американскому футболу в городе стала команда «Вашингтон Сенаторс», которая играла в Американской профессиональной футбольной ассоциации (с 1922 года преобразованной в Национальную футбольную лигу) в 1921 году, хотя продолжала действовать до 1941 года. В 1932 году был основан клуб «Вашингтон Редскинз», играющий по настоящее время и являющийся одним из самых титулованных в американском футболе.
Команда по баскетболу появилась в 1946 году («Вашингтон Кэпитолз»), просуществовав до 1951 года. Играла она в Баскетбольной ассоциации Америки, впоследствии ставшей Национальной баскетбольной ассоциацией, с 1946 по 1949 год, проведя три полных сезона. Нынешняя команда, «Вашингтон Уизардс», была основана в 1961 году в составе НБА.
В 1974 году была основана хоккейная команда, а в 1995 году, после подъёма футбола в США, который, в свою очередь, был вызван проведением там же чемпионата мира в 1994 году, была создана футбольная команда «Ди Си Юнайтед». В 1996 году была основана Высшая футбольная лига, в которой клуб принимает участие с момента её основания. Являясь самым титулованным клубом США (4 выигранных чемпионата), «Юнайтед» также выигрывал Кубок чемпионов КОНКАКАФ в 1998 году и Межамериканский кубок в 1998 году. Футбольная команда Вашингтона стала также единственной американской командой, которая участвовала в розыгрыше Южноамериканского кубка (в 2005 и 2007 годах).

Кроме того, в Вашингтоне проводится теннисный турнир Washington Open, входящий в US Open Series, и ежегодно здесь проводятся два марафона — национальный марафон и марафон корпуса морской пехоты. Освещает спортивные события телевизионная сеть Comcast SportsNet, базирующаяся в Мэриленде.

## Города-побратимы
У Вашингтона четырнадцать официальных городов-побратимов и городов-партнёров:
- Бангкок, Таиланд (1962)
- Дакар, Сенегал (1980)
- Пекин, Китай (1984)
- Брюссель, Бельгия (1985)
- Париж, Франция (2000, город-партнёр)
- Афины, Греция (2000)
- Претория, Южно-Африканская Республика (2002)
- Сандерленд, Великобритания (2006)
- Аккра, Гана (2006)
- Сеул, Республика Корея (2006)
- Анкара, Турция (2011)
- Рим, Италия
- Бразилиа, Бразилия
- Аддис-Абеба, Эфиопия